# Karin Guthke
Karin Guthke (ur. 23 listopada 1956 w Berlinie Wschodnim) – niemiecka skoczkini do wody. Brązowa medalistka olimpijska z Moskwy.

## Kariera sportowa
Reprezentowała barwy NRD. Zawody w 1980 były jej drugimi igrzyskami olimpijskimi, debiutowała w 1976. Sięgnęła po medal w skokach z trampoliny trzymetrowej.